# بويغيات دقيقة
البويغيات الدقيقة (الاسم العلمي: Microsporida) هي رتبة من الفطريات تتبع طائفة البويغيات المكروية من شعبة البويغيات.

## التصنيف
- بويغيات أرومية شاملة
  - الغلوغية
    - الغلوغيا
    - اللوما
- بويغيات أرومية غير شاملة
  - السبراغيدية
    - السبراغية